# Chivas Regal (cavallo)
Chivas Regal (1968-?) è stato un cavallo di razza purosangue inglese di manto baio, campione di galoppo.
Nato in Irlanda da madre francese (Cantora) e padre inglese (Aggressor), era di proprietà della scuderia Razza Vallelunga, sotto i cui colori vinse tutte le dodici gare disputate in Italia.
A Chivas Regal sono dedicati il Premio Chivas Regal, 3200 metri, siepi che si disputa all'ippodromo San Rossore a Pisa, e un libro Un brocco per vincere scritto da Renzo Castelli in cui il protagonista è il figlio immaginario di Chivas Regal.

## Storia
Comprato dall'allevamento Alpe Ravetta da Harry Bracci Torsi per la sua scuderia, allenato da Federico Regoli e montato da Pino Morazzoni, Chivas debuttò, dopo alcune corse in piano, in siepi a Merano il 12 settembre 1971, poi all'ippodromo di San Rossore il 13 febbraio 1972 vincendo una corsa siepi di 3000 metri per cinque lunghezze.
In seguito si specializzò sullo steeplechase e corse le maggiori corse ad ostacoli risultando imbattuto. Nel 1972, durante il XXXIV Gran Premio di Merano dove era superfavorito, fu investito da un concorrente e, caduto, non concluse la corsa. Dopo una lunga pausa vinse a Merano trionfalmente nel Gran Premio del 1974. Si ritirò nel 1976 dopo una non lunga ma intensa carriera e da stallone generò parecchi figli.

### Gare vinte
- Premio Vincenzo Pollio S. Siro- Milano
- Premio Società Steeple Chases (1972) S.Rossore-Pisa
- Gran Premio di Firenze
- Coppa d'oro di Milano
- XXXIV Gran Premio di Merano (1974)